# Shire of Williams
Shire of Williams is een lokaal bestuursgebied (LGA) in de regio Wheatbelt in West-Australië.

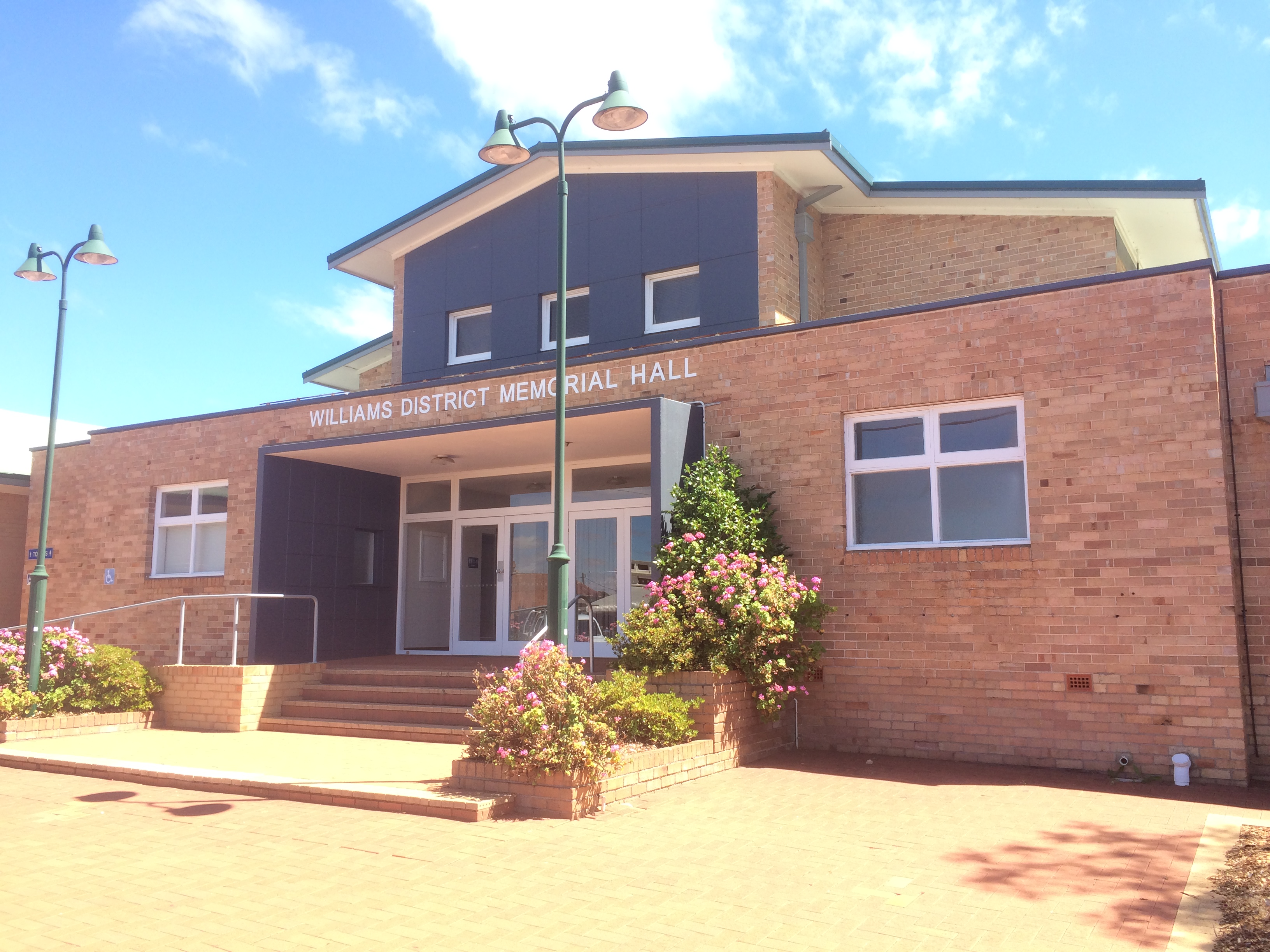
Williams District Memorial Hall (2018)

## Geschiedenis
Op 12 februari 1871 werd het 'Williams Road District' opgericht. Ten gevolge de 'Local Government Act' van 1960 veranderde het district van naam en werd op 23 juni 1961 de 'Shire of Williams'.

## Beschrijving
Shire of Williams is een landbouwdistrict in de regio Wheatbelt in West-Australië. Het is ongeveer 2.300 km² groot. Het district ligt langs de Albany Highway, 160 kilometer ten zuiden van de West-Australische hoofdstad Perth.
Tijdens de volkstelling van 2021 telde het district 1.021 inwoners. Minder dan 5 % van de bevolking gaf aan van inheemse afkomst te zijn. De hoofdplaats is Williams.

## Plaatsen, dorpen en lokaliteiten
- Williams
- Boraning
- Congelin
- Culbin
- Narrakine
- Quindanning
- Tarwonga

## Bevolkingsevolutie
| Jaar | Bevolkingsaantal |
| ---- | ---------------- |
| 1911 | 866              |
| 1921 | 772              |
| 1933 | 929              |
| 1947 | 933              |
| 1954 | 1.413            |
| 1961 | 1.330            |
| 1966 | 1.193            |
| 1971 | 1.177            |
| 1976 | 1.178            |
| 1981 | 1.174            |
| 1986 | 1.146            |
| 1991 | 1.005            |
| 1996 | 1.018            |
| 2001 | 869              |
| 2006 | 863              |
| 2011 | 914              |
| 2016 | 981              |
| 2021 | 1.021            |